# As de l'aviació

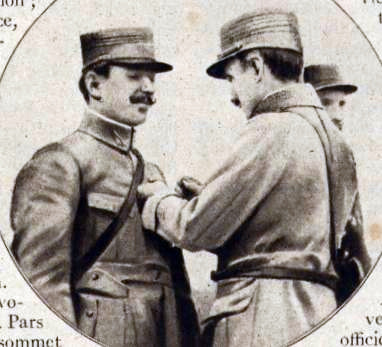
El "primer as", Adolphe Pegoud essent condecorat amb la Creu de Guerra.

Un as de l'aviació o as de caça és un aviador de combat acreditat amb haver abatut un gran nombre d'aparells enemics en combats aeris. El nombre exacte de victòries aèries requerides per a ser oficialment reconegut com a «as» ha variat amb el temps, però normalment es considera a partir de 5 victòries.

## Història

### Primera Guerra Mundial

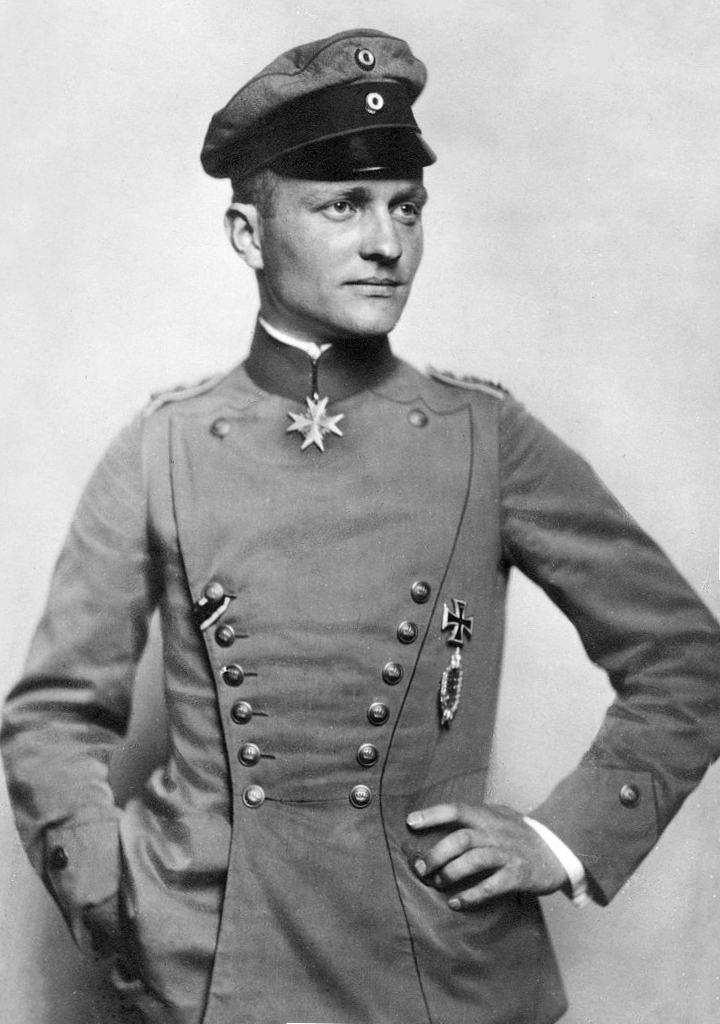
Manfred von Richthofen, més conegut com el Baró Roig. Fou l'as d'asos de la Primera Guerra Mundial i és possiblement l'as més famós de la història.

L'ús del terme as en l'aviació militar començà durant la Primera Guerra Mundial (1914-1918), quan la premsa francesa va descriure a Adolphe Pégoud com "l'as" després d'esdevindre el primer pilot a abatre cinc aparells alemanys. El terme havia estat popularitzat en la premsa francesa des d'abans de la guerra, per a referir-se a esportistes excepcionals com ara jugadors de futbol o ciclistes. Aquesta és la raó per la qual el mot "as" també s'utilitza per a referir-se a altres militars no-aviadors que s'han distingit pel nombre de vaixells enfonsats o de tancs destruïts.
L'Imperi Alemany normalment condecorava amb la Pour le Mérite ("Der blaue Max" (en alemany) - "The Blue Max" (en anglès) - "El Max Blau" (en català)), la condecoració més important al valor, a aquells pilots que havien abatut vuit aparells aliats. Els alemanys no utilitzaven el terme 'as', però es referien als pilots amb 10 o més victòries com Überkanonen i publicitaven els seus noms i nombres de victòries per a la moral del poble civil. La qualificació per a obtenir la Pour le Mérite va anar augmentant progressivament al llarg de la guerra.
Entre 1914 i 1916, l'Imperi Britànic no tenia un sistema únic per a comptabilitzar el nombre de victòries aèries, normalment es feia a nivell d'esquadró durant la guerra. A més, no solien publicar les estadístiques oficials dels èxits de cada pilot, tot i que alguns pilots van esdevenir famosos a causa del ressò que se'n va fer la premsa.
Entre 1914 i 1918, les diferents forces de l'aire tenien diversos mètodes d'acreditació de victòries. La Luftstreitkräfte alemanya acreditava com a "confirmades" victòries que podien ser demostrades, com aparells capturats, aparells destruïts que havien caigut en territori propi o victòries confirmades per altres membres de l'esquadró o forces de terra. Havent-hi excepcions com per exemple, la victòria sobre Albert Ball fou acreditada a Lothar von Richthofen després que la mort del primer fos confirmada pels britànics, tot i que les restes de l'aparell de Ball, un S.E.5 mai van ser identificades, i Lothar havia reclamat haver abatut un Sopwith Triplà. La majoria dels combats aeris tenien lloc sobre territori germànic, de manera que aquest sistema tant rigorós funcionava raonablement bé per als alemanys, però per als aliats hauria estat molt poc pràctic, especialment per als britànics, que quasi sempre combatien sobre territori enemic.
Un altre fet destacable per part del sistema alemany, és que encara que diversos pilots intervinguessin en l'atac sobre un pilot enemic, només un (sovint el líder de patrulla) s'acabava enduent l'acreditació de la victòria. En canvi, la majoria de les altres nacions van adoptar el sistema de l'Armee de l'Air francesa, que acreditava a tot aquell pilot o artiller que hagués participat en la victòria, que en alguns casos podem parlar de fins a 6 o 7 persones diferents. Els britànics no seguien un ordre pre-establert, a vegades la victòria era atorgada només al pilot que hagués disparat des de més a prop, de forma similar al sistema alemany, i d'altres vegades s'acreditava a tots els responsables, identificant la victòria com a "compartida" en lloc de sumar-la als totals de tots els que havien intervingut. Per exemple, un pilot de la Royal Flying Corps va descriure el seu total a la seva dona en una carta "Onze, cinc en solitari - la resta compartides". A més afegí, "així que estic molt lluny de ser un as de debò". Sembla que almenys la seva unitat, diferenciava entre victòries "compartides" i victòries en "solitari". Aquest pilot, que més tard esdevindria vice-mariscal de l'aire, no apareix a la llista d'asos britànics, de manera que alguna de les seves victòries en solitari no han estat confirmades oficialment.
Tant a la Royal Flying Corps, com a la Royal Naval Air Service i la Royal Air Force, es requeria als pilots que escrivissin informes del combat per cada trobada amb l'enemic, i després de ser revisats pel comandant de l'esquadró, aquests s'enviaven a comandància. En l'argot d'aquests informes, normalment reclamaven les victòries referint-se al "combat decisiu". El comandant de la divisió s'encarregava llavors de confirmar o no cada reclamació, i després enviava aquests informes més amunt en la cadena de comandament, normalment a comandància de brigada, on també es revisaven els informes. Està bastant demostrat que cap a 1918, ja es tenia molt en compte evitar confirmar victòries per duplicat i reduir la falta de rigorositat d'aquests informes. La debilitat principal d'aquest sistema, era la falta de verificació centralitzada, ja que cada brigada acabava seguint els seus criteris.
Els pilots britànics i de la Commonwealth en patrulles ofensives sobre les línies alemanyes sovint no podien confirmar que els aparells que abatien havien acabat estavellant-se, de manera que moltes victòries acabaven essent confirmades com a "fets caure", "forçats a aterrar" o "duts fora de control" - victòries que serien classificades posteriorment com "victòries probables". Tot i això, sovint eren incloses en el total oficial dels pilots i fins i tot eren citades en les condecoracions. El United States Army Air Service seguia uns procediments similars. Per exemple, el total d'Eddie Rickenbacker incluia 10 aparells "duts fora de control" i molts "fets caure". Tenint en compte la falta de mitjans del moment, aquestes victòries, haurien estat com a màxim, classificades com a "probables" en guerres posteriors.
Mentre que l'status "d'as" normalment s'atorgava a pilots de caça, molts aparells de reconeixement i bombarders d'ambdós bàndols també havien abatut aparells enemics, normalment en defensa pròpia. Per exemple, el 23 d'agost de 1918, el pilot de Bermuda, el tinent Arthur Spurling reclamà victòries sobre tres D.VIIs amb el seu DH-9's, aparells que hauria abatut amb la metralladora del morro, mentre que el seu artiller, el sergent Frank Bell en reclamaria dos més amb la metralladora posterior. Spurling fou condecorat amb la Distinguished Flying Cross, en gran part gràcies a aquesta gesta.

### Segona Guerra Mundial
Durant la Segona Guerra Mundial moltes forces aèries van adoptar el sistema britànic d'acreditació de les victòries de manera compartida i fraccional, resultant en totals fraccionats, com ara 11½ o 26.83. Alguns comandants estatunidencs també comptabilitzaven aparells estacionats a terra com a victòries aèries. Els soviètics, distingien entre victòries en solitari i victòries compartides, de la mateixa manera que feien els japonesos, tot i que la força aèria japonesa deixa d'acreditar les victòries individuals, en favor de les victòries per esquadrons el 1943. La Luftwaffe continuà amb la tradició "d'un pilot, una victòria" referint-se ara als pilots amb més victòries com a Experten. La força aèria soviètica va ser l'única amb dones as. Durant la Segona Guerra Mundial, Lídia Litviak aconseguí 12 victòries mentre que Kàtia Budànova n'aconseguí 11. El francès Pierre Le Gloan va obtenir la inusual distinció d'abatre 4 aparells alemanys, set d'italians i set de britànics, els últims mentre volava per la França de Vichy a Síria.
Durant un cert període (especialment durant l'Operació Barbarossa), moltes victòries de l'eix foren sobre aparells obsolets i també sobre pilots poc entrenats i inexperimentats del bàndol aliat, especialment els soviètics. A més, els pilots de la Luftwaffe solien volar bastant més fent un gran nombre de sortides (en alguns casos més de 1000) que no pas els aliats. També cal dir, que els pilots de l'eix solien seguir combatent fins que o bé eren abatuts, capturats o incapacitats, mentre que els pilots exitosos dels aliats sovint eren ascendits a posicions que requerien menys combats aeris, o se'ls encarregava entrenar i ensenyar en escoles d'entrenament a pilots novells per a transmetre'ls els seus coneixements.

## Rigorositat
Un control realista de les baixes enemigues és important per a la intel·ligència militar, de manera que moltes forces aèries empren bastants esforços per a controlar el nombre de victòries. Durant la Segona Guerra Mundial, els aparells incorporaven càmeres al morro, en part per a verificar reclamacions per part dels pilots.
Per a posar un altre exemple, a la guerra de Corea, tant les forces de l'aire dels Estats Units com la dels comunistes afirmaven tenir una relació de victòries de 10 a 1. No cal fer cap mena d'investigació per a veure que aquestes dades són mútuament incompatibles. A més, pocs han estat els que han reconegut que de fet, els pilots havien abatut tants aparells com tenien acreditats. La raó principal de la falta de rigorositat en el comptatge de les victòries aèries és la confusió inherent de l'espai tridimensional sobre el que es desenvolupen els combats, a grans velocitats i entre un gran nombre d'aparells. També hi influeix l'alta competitivitat i el desig de reconeixement, especialment quan l'assoliment d'un determinat nombre de victòries signifiquen una condecoració o promoció.
Les dades normalment són més acurades en els bàndols sobre el territori dels quals s'han desenvolupat les batalles, on les restes dels aparells poden ser localitzades i identificades, i també on l'enemic abatut pot ser trobat mort o capturat. És per això que almenys 76 de les 80 victòries acreditades a Manfred von Richthofen han estat identificades com a baixes britàniques. La Jagdstaffeln alemanya volava defensivament, sobre el seu propi territori, en part a causa de la política de patrulla ofensiva del General Hugh Trenchard.
D'altra banda, les baixes (especialment en termes d'aparells i no de personal) s'han comptabilitzat de forma poc acurada per diverses raons. Prop del 50% de les victòries de la RAF en la batalla d'Anglaterra, per exemple, no concorden estadísticament amb les pèrdues dels alemanys - però almenys part d'aquesta aparent sobre-reclamació de victòries pot ser explicada amb les restes trobades, i també amb les dades que es tenen del personal presoner de guerra en camps britànics. Hi ha un gran nombre de raons per les quals el nombre de baixes poden ser subestimades - incloent sistemes d'administració d'informes poc adequats, pèrdua d'arxius, especialment per l'acció enemiga o la confusió en temps de guerra.

## Asos no pilots
Normalment es pensa en pilots de caça quan es parla d'asos, però alguns han assolit aquest reconeixement com a artillers, bombarders, o en aparells de reconeixement, i també com a observadors/artillers dels aparells biplaça com per exemple el Bristol F.2b. L'artiller de cua Michael Arooth de B-17 de les United States Army Air Forces fou acreditat amb 17 victòries durant la Segona Guerra Mundial, i per exemple, durant la Primera Guerra Mundial, l'observador John Rutherford Gordon n'aconseguí 15. Com que els pilots podien fer equip amb diversos observadors/artillers en els aparells biplaça, un observador podia ser un as mentre que el pilot no, o viceversa. Tot i això, els asos observadors són una minoria en les llistes.
Amb l'arribada de les noves tecnologies, una tercera categoria d'as va aparèixer. Charles B. DeBellevue va esdevenir no només el primer oficial en sistemes d'armament (WSO) as, sinó també l'as d'asos nord-americà de la guerra del Vietnam, amb sis victòries.
Amb una victòria menys hi trobem el també WSO Jeffrey Feinstein i a l'oficial William P. Driscoll.

## As en un dia
El terme "as en un dia" s'utilitza per a parlar d'un aviador de combat que ha abatut cinc o més aparells enemics en un sol dia. El més conegut és potser l'alemany Hans-Joachim Marseille, qui fou acreditat amb 17 victòries en tres sortides al nord d'Àfrica l'1 de setembre de 1942, durant la Segona Guerra Mundial. El nombre més alt de victòries en un sol dia però, el té Emil Lang, 
El Capità Hans Wind del HLeLv 24, Força Aèria finlandesa, fou acreditat amb abatre 5 aparells enemics en 5 ocasions diferents durant l'ofensiva soviètica d'estiu de 1944, amb un total de 30 victòries en 12 dies, acabant la guerra amb un total de 75.
El 5 de desembre de 1941, l'as d'asos australià de la Segona Guerra Mundial, Clive Caldwell, destruí cinc aparells alemanys en pocs minuts, també al nord d'Àfrica, fet pel qual rebria la Distinguished Flying Cross.
Durant la Segona Guerra Mundial, 68 pilots estatunidencs, 43 de la USAAF, 18 de les forces navals, i 7 dels marines, foren acreditats amb aquesta gesta, incloent David Campbell, qui reclamà haver abatut 7 aparells japonesos el 19 de juny de 1944 (durant la batalla del Mar de les Filipines), i 9 durant una missió en solitari el 24 d'octubre de 1944. Jefferson DeBlanc i James E. Swett, que reberen la Medalla d'Honor, van esdevenir asos en la primera missió de combat a Guadalcanal, anotant-se 5 i 7 victòries respectivament. El pilot de les forces navals, Stanley "Swede" Vejtasa, qui durant la batalla del Mar de Corall va abatre tres A6M Zeros amb un Dauntless SBD, aconseguí abatre set aparells japonesos en una sortida durant la batalla de Santa Cruz pilotant un F4F Wildcat.
L'as de la Primera Guerra Mundial, Fritz Otto Bernert aconseguí abatre 5 aparells en menys de 20 minuts el 24 d'abril de 1917, tot i vestir ulleres i tenir un sol braç. Això li reportà la condecoració de la Pour le Mérite.
L'as d'asos de Mustang, George Preddy, va abatre sis Me-109s el 6 d'agost de 1944, aconseguint el rècord en el Teatre d'Operacions Europeu (TOE).